# Sidney Holland
Sidney Holland (ur. 18 października 1893 w Greendale w rejonie Canterbury, zm. 5 sierpnia 1961 w Wellington) – nowozelandzki polityk, premier kraju w latach 1949–1957.

## Życiorys
Pochodził z rodziny o dużych tradycjach politycznych. Jego ojciec Henry Holland w latach 1912–1919 był burmistrzem największego miasta Wyspy Południowej, Christchurch. W 1935 Henry postanowił wystartować w wyborach do Izby Reprezentantów, jednak w czasie kampanii poważnie zapadł na zdrowiu i z powodzeniem zastąpił go jego syn Sydney. Został członkiem Nowozelandzkiej Partii Narodowej, a w 1940 wybrano go jej przywódcą, co jednocześnie dało mu stanowisko lidera opozycji. Pozostawał nim przez blisko dziesięć lat – aż do wyborów w 1949, w których narodowcom udało się pokonać rządzącą dotąd Partię Pracy.
Do najważniejszych decyzji jego rządu należało utworzenie wraz z Australią i USA sojuszu obronnego ANZUS oraz zniesienie izby wyższej parlamentu, Rady Legislacyjnej. Duże kontrowersje wzbudził jego bardzo ostry sposób stłumienia strajku dokerów w 1951, przy okazji którego zawiesił czasowo wolność prasy. W 1957 Holland uznał, że jego pogarszający się stan zdrowia uniemożliwia dalsze pełnienie urzędu. Podał się do dymisji, a jego miejsce zajął Keith Holyoake.
Wkrótce po odejściu ze stanowiska otrzymał tytuł szlachecki. Zmarł w 1961 w wieku 67 lat.